# Livedrive
Livedrive er et engelsk online-firma, hjemhørende i London, som tilbyder backup service med ubegrænset lagerplads til filer og billeder.

## Ekstern henvisning og kilde
- Livedrives hjemmeside

| Firma | Spire Denne artikel om et firma eller en virksomhed i Storbritannien er en spire som bør udbygges. Du er velkommen til at hjælpe Wikipedia ved at udvide den. |